# Kitzbühelske Alpe
Kitzbühelske Alpe (njem. ' ili Kitzbühler Alpen) je planinski masiv dio Alpi na zapadu 
Austrije na granici Salzburga.i Tirola, koji okružuje grad Kitzbühel.

## Zemljopisne karakteristike
Dvije trećine masiva leži u Tirolu, a jedna trećina u Salzburgu.
Fizički se dijele na Glemmtalerske Alpe na istoku i Kelchsauerske Alpe na zapadu.
Kitzbühelske Alpe protežu se u dužinu u smjeru istok - zapad nekih 80 km, a široke su od 25 do 35 km.
Protežu se od rijeke Saalach i Zellerskog jezera kod Zell am Seea na istoku do doline Zillertal i Tuxerskih Alpi na zapadu. S juga graniče sa Zillertalskim Alpama i Visokim Turima preko rijeke Salzach, a sa sjevera graniče s rijekom Inn.
Najviši vrh tog masiva je Kreuzjoch sa svojih 2558 metara,  a više od 30 vrhova ima preko 2000 metara, među njima su najipozantiji; Karspitze (2264 m), Richbergkogel (2278 m), Gamsköpfl (2476 m), Isskogel (2263 m), Rifflerkogel (2496 m) i Südlicher Katzenkopf (2539 m)

## Vanjske poveznice
|  | Zajednički poslužitelj ima još gradiva o temi Kitzbühelske Alpe |

- Kitzbüheler Alpen na portalu SummitPost